# Māngere

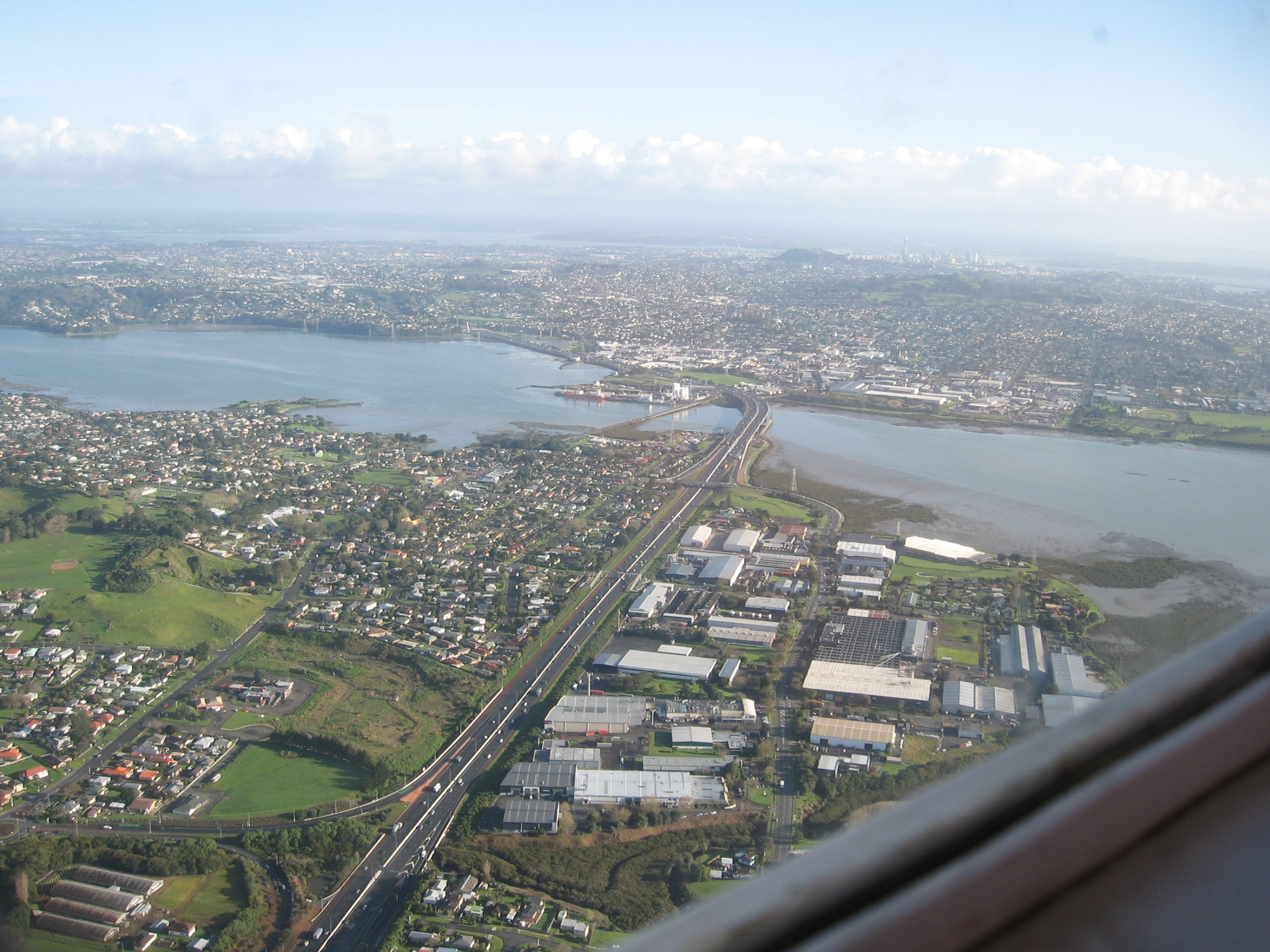
Māngere Bridge und der gleichnamige Bezirk von Süden aus gesehen

Māngere ist ein Stadtteil der ehemaligen eigenständigen Stadt von Manukau City auf der Nordinsel von Neuseeland.

## Namensherkunft
Das Wort Māngere bedeutet in der Sprache der Māori so viel wie „faul“, „langsam“, „träge“ oder „müßig“.

## Geographie
Māngere befindet sich rund 10 km südsüdöstlich des Stadtzentrums von Auckland am Manukau Harbour gelegen, der den Westen des Stadtteils umschließt. Im Nordosten schließt sich der Stadtteil Ōtāhuhu an, im Osten der Stadtteil Papatoetoe und im Südosten der Stadtteil Manurewa. Administrativ gehört Māngere zum Manukau Ward.
Māngeree gliedert sich in die Bezirke Ambury, Aorere, Arahanga, Favona North, Favona South, Favona West, Harania East, Harania North, Harania West, Mangere Bridge, Mangere Central, Mangere East, Mangere South, Mangere Station, Mascat und Viscount.
Zum Zensus des Jahres 2013 zählte der Stadtteil 62.748 Einwohner.

## Māngere Mountain
Im Stadtteil Māngere befinden sich sieben ehemalig aktive Vulkane, von denen der Mount Mangere mit 106 m Höhe der größte und bekannteste von ihnen ist. Sie alle sind Teil des Auckland Volcanic Field, das sich über 53 früher aktive Vulkane im Kernbereich der Region Auckland erstreckt. Der Mount Mangere entstand mit seinem ersten Ausbruch vor ungefähr 70.000 Jahren. Seine eruptierte Lava breitete sich zu allen Seiten über fünf Quadratkilometer aus und gestaltete die heutige Topologie des Stadtteils.
Aus der Gemeinschaft des Stadtbezirks Māngere Bridge ist das Bildungszentrum Māngere Mountain entstanden. Es hat sich zur Aufgabe gemacht, Interessierten und Besuchern etwas zur Geschichte des Stadtbezirks, über die frühere Māori-Besiedlung, über den Vulkan und seine geologischen Beschaffenheit und etwas über die auf ihm entstandene Naturlandschaft zu vermitteln.

## Infrastruktur

### Straßenverkehr
Māngere wird von dem von Norden über die Māngere Bridge kommenden New Zealand State Highway 20 durchkreuzt, der eine wichtige Entlastung des Nord-Süd-Verkehrs für den weiter östlich verlaufenden New Zealand State Highway 1 darstellt und zugleich den Stadtteil Mount Roskill nördlich auf der anderen Seite des Manukau Harbours mit Māngere verbindet. Innerhalb des Stadtteils von Māngere zweigt an zwei Stellen im Zentrum und im Südosten der New Zealand State Highway 20 A sowie der New Zealand State Highway 20 B vom New Zealand State Highway 20 ab und bindet den Flughafen von Auckland an das Netz der New Zealand State Highways an.

### Flugverkehr
Im südlichen Teil von Māngere befindet sich der Auckland Airport, über den der allergrößte Teil des internationalen Luftverkehrs zwischen Neuseeland und dem Rest der Welt abgewickelt wird. Auch für alle Inlandsflüge stellt der Flughafen das mit Abstand wichtigste Drehkreuz des Landes dar.